# David und der Weihnachtskarpfen
David und der Weihnachtskarpfen ist eine Weihnachtsgeschichte für Kleinkinder, die der tschechische  Schriftsteller Jan Procházka verfasste.

## Handlung
Davids Vater, Hausmeister in einer Schule, kauft einen Weihnachtskarpfen. David darf ihn aussuchen und sieht in ihm nicht das Festessen, sondern ein Haustier. Um es zu schützen, versteckt er die Messer in der Küche. Als die Eltern noch schlafen, spielt er mit seinem Freund, der bis Weihnachten in der Badewanne bleiben soll. Er setzt sich zu ihm in die Wanne. Weil das Wasser kalt ist, erwärmt er es, was dem Fisch nicht gut bekommt. Um ihn zu retten, schleppt er ihn in die Schule und kippt ihn ins Schwimmbecken.
Als die Eltern aufwachen und David nicht finden, machen sie sich auf die Suche und finden ihn im Schwimmbad. Zuerst ist vor allem der Vater aufgebracht, dann aber erlauben die Erwachsenen, David seinen Freund in der Moldau in die Freiheit zu entlassen.

## Bemerkung
Das kurze Kinderbuch ist einer einfachen Sprache gehalten, die dem jungen Alter des Protagonisten und der Leser gerecht wird. Der Vater überwindet seine ursprünglichen Pläne und erkennt, wie er seinem Sohn ein Freund sein kann. Vom Verlag empfohlen für Kinder ab 8 Jahre.
Das Buch stand auf der Auswahlliste Deutscher Jugendliteraturpreis 1975.